# Monestir de Sant Maties (Sant Gervasi)
El Monestir de Sant Maties és un edifici situat al carrer de Mercè Rodorera, 7 al barri de Sant Gervasi - la Bonanova de Barcelona.

## Història

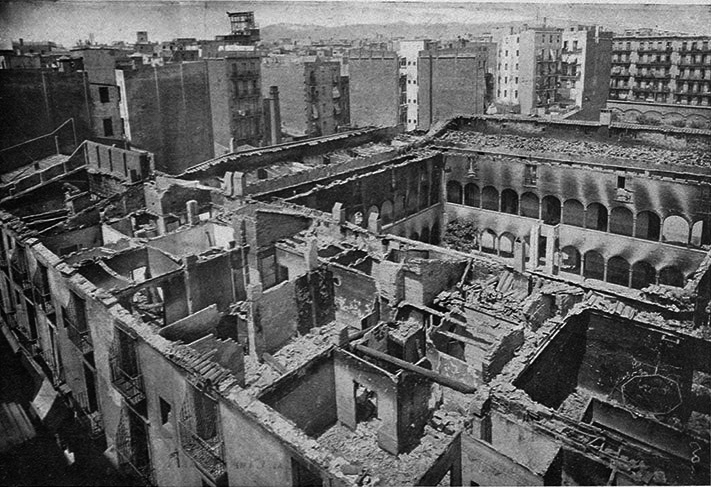
Monestir de Sant Maties després de la Setmana Tràgica

El juliol del 1909, durant la Setmana Tràgica, l'antic monestir de Sant Maties de jerònimes al carrer de Sant Antoni Abat va ser incendiat, quedant molt malmès, i l'any següent, les monges vengueren la major part dels terrenys per 625.000 pessetes a la recentment constituïda societat anònima Compañía General de Coches y Automóviles, que promogué la reurbanització de la zona amb l'obertura del nou carrer del Bisbe Laguarda.
El 1913, es va consagrar la capella d'un nou monestir al carrer d'Iradier, a Sarrià, i el 1927 la nova església. El 1936, les monges foren exclaustrades i van haver de fugir i dispersar-se, fins que el 1939 hi van poder tornar. El 1971, el mal estat dels edificis i les dificultats econòmiques per a adaptar-los a les noves normes conciliars, van fer pensar en un nou desplaçament i anar al casal de Bellesguard, a la falda del Tibidabo. L’arquitecte Jordi Bonet va projectar el nou monestir, les obres del qual van començar el 1978 i que fou inaugurat el 1980.